# Brachylagus idahoensis
Genre
Espèce
Statut de conservation UICN

 LC  : Préoccupation mineure
Le Lapin pygmée (Brachylagus idahoensis Merriam, 1891) est un petit mammifère de l'ordre des lagomorphes, famille des léporidés et du genre Brachylagus.
Le Lapin pygmée est le plus petit lapin d'Amérique du Nord. Il peut tenir sur la paume de la main et ne pèse que 400 g environ. Il fait en moyenne 25 cm de long avec une queue très courte de 20 mm. Sa couleur varie du gris foncé au brun. Les oreilles sont plutôt courtes, fortement poilues et avec le bord blanc. Les pattes ont aussi un poil épais. Les femelles sont un peu plus grosses que les mâles.